# Кріт європейський
Кріт європейський, або кріт звичайний (Talpa europaea) — комахоїдний ссавець роду кротів родини кротових (Talpidae) ряду комахоїдних (Insectivora).

## Зовнішній вигляд
Кріт європейський має подовжене циліндричне тіло, вкрите чорним оксамитовим хутром. Довжина тіла складає 12—16,5 см, хвіст — 2—4,8 см (рівна довжині голови); маса 70—119 г. Існує лише незначний статевий диморфізм — самці зазвичай трохи більші. Очі в крота крихітні, зі шпилькову головку, але помітні зовні, оскільки над очним яблуком є вузький проріз у шкірі завдовжки близько 0,5—1 мм (у більшості кротів, що мешкають на Кавказі, очі, проте, закриті шкірою). Зовнішнього вуха немає. Хутро оксамитове, росте вгору, а не вперед або назад, що допомагає кротові просуватися по підземному тунелю в будь-яку сторону. Забарвлення хутра матово-чорне, нижня частина тіла дещо світліша. У молодих кротів забарвлення темніше. Іноді зустрічається колірна аберація забарвлення: білі з палевим відтінком, сірі й коричневі кроти. Волосся хвоста виконує дотикову функцію, завдяки йому кріт може пересуватися в своїх тунелях задом наперед.
Волосяний покрив у крота короткий, м'який, і однаково легко лягає вперед і назад. Пересування по тісних тунелях приводять до його швидкого витирання, тому кріт линяє не 1—2, як більшість звірів, а 3 або 4 рази на рік. Найдовше хутро буває у кротів з кінця жовтня — в листопаді, після повного осіннього линяння. З квітня до червня спочатку у самиць, потім у самців, що перезимували, йде зміна зимового хутра на коротше весняне хутро, яке тримається до середини липня, коли у дорослих кротів починається літнє линяння. Наприкінці липня — на початку серпня вперше починають линяти молоді кроти. Літнє линяння майже без перерви переходить в осіннє, так що майже вся тепла пора року у кротів йде повна або часткова заміна волосяного покрову. Місця, де йде зміна волосся, виступають на тілі у вигляді чорних плям.

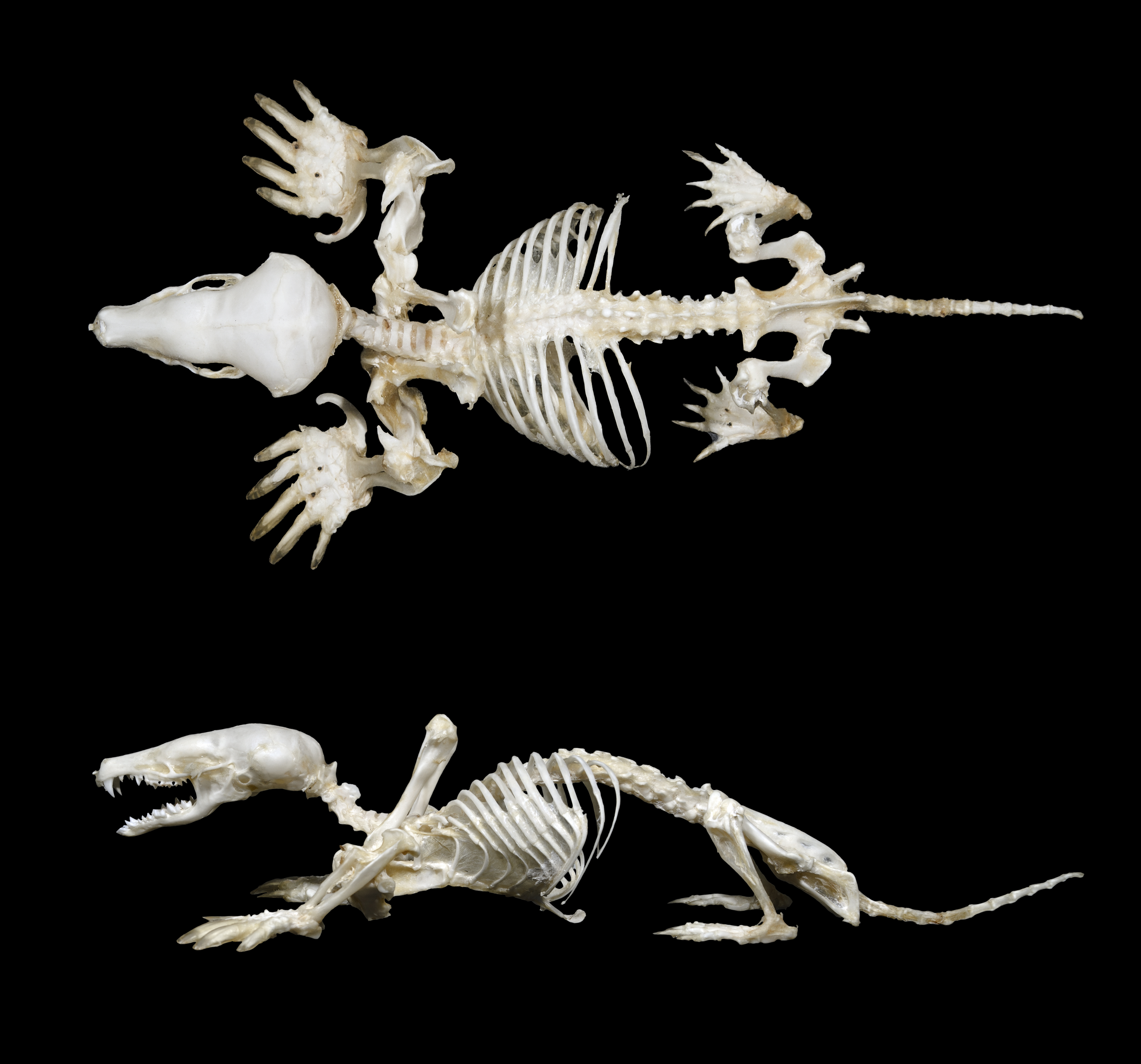
Скелет
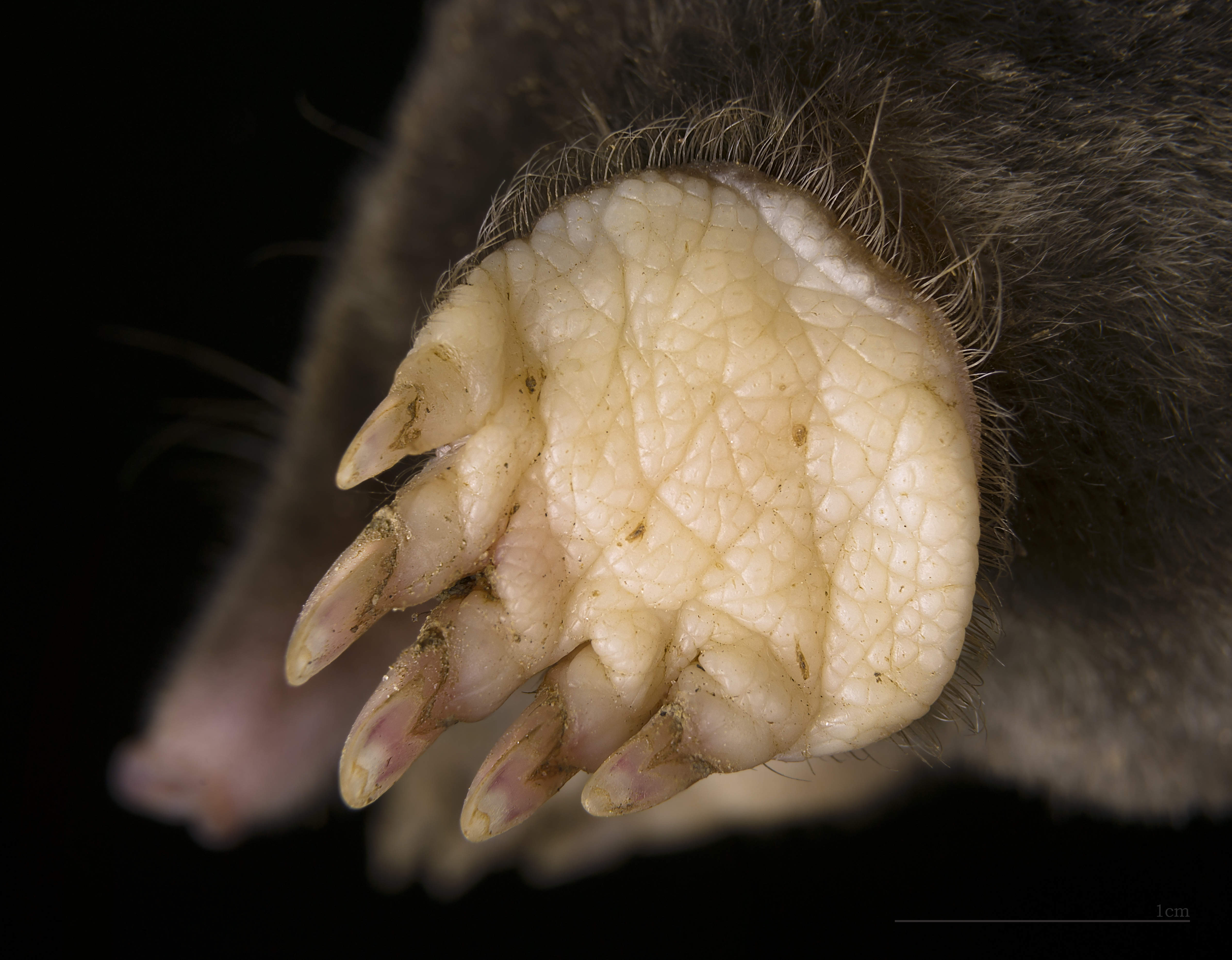
Передня кінцівка
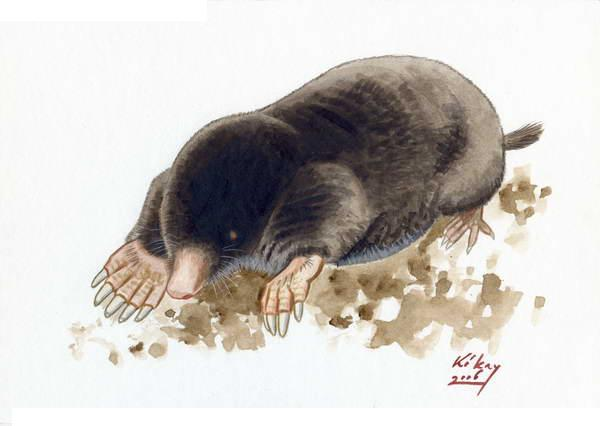
Ілюстрація, зовнішній вигляд

## Розповсюдження
Європейський кріт поширений переважно в Європі, від Центральної Європи до Північного Кавказу та Західного Сибіру, доходячи на сході приблизно до злиття Іртиша і Обі. Північна межа ареалу проходить по середній тайзі, південна — по лісостепу.

## Спосіб життя та живлення
Європейський кріт типовий мешканець лісів і долин річок. Займає різноманітні місця проживання: узлісся лісів, луки, поля, сади, городи; звичайний у заплавах річок. По долинах річок кріт проникає на північ до середньої тайги, а на південь — до типових степів. На вододільних ділянках тайги і сухих степів зустрічається рідко, а в напівпустелях, пустелях, лісотундрах і тундрі не зустрічається зовсім. Уникає місць з високим рівнем ґрунтових вод, не любить піщаних ґрунтів.

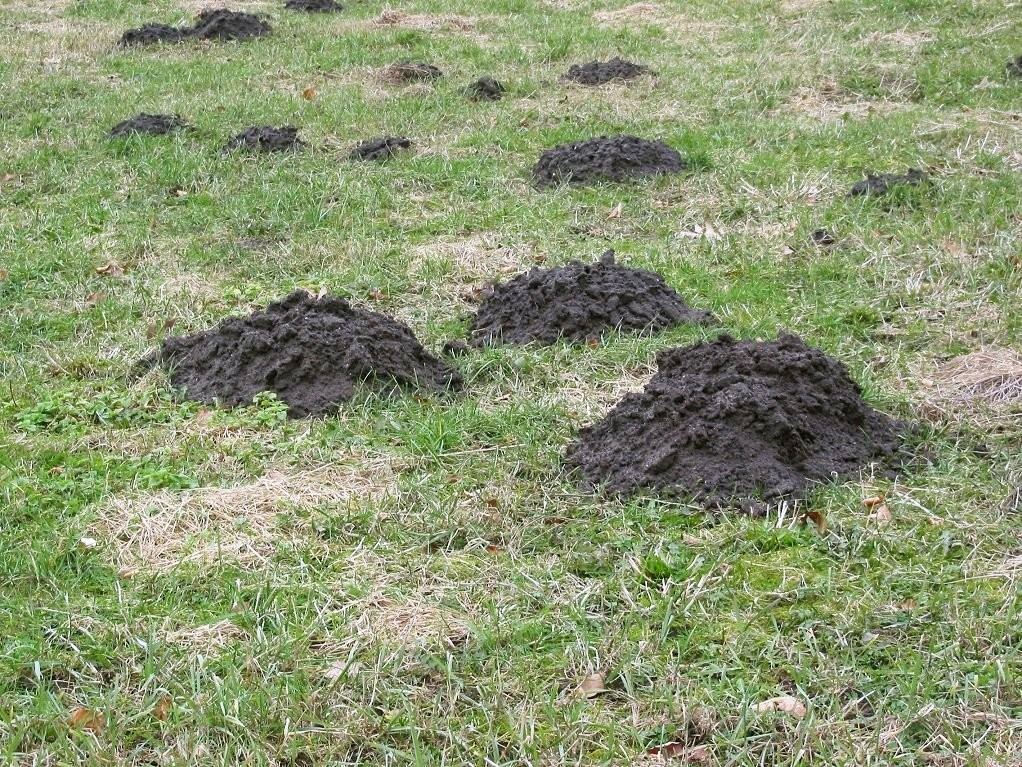
Кротовини

Кріт риє землю, гвинтоподібно занурюючись в ґрунт і поперемінно відгортаючи ґрунт лапами. На відміну від гризунів кроти не можуть гризти землю різцями (див.: гризуни-землериї), тому живуть тільки в місцях з м'яким ґрунтом. Там, де ґрунт твердіший (наприклад, під лісовими стежинами), вони влаштовують спеціальні глибинні «підземні переходи», якими користуються й інші звірі. Кроти здатні перепливати невеликі річки — кротові віднорки, що обриваються у краю води, нерідко продовжуються на іншому березі. На поверхні землі кріт виявляється рідко; тут він незграбний, оскільки не може ступати, як більшість звірів, а пересувається повзучи. Слід крота, що вийшов на поверхню, є борозною з відбитками задніх лап на дні й передніх лап з боків.
Живиться кріт ґрунтовими безхребетними, серед яких переважають дощові черв'яки. У меншій кількості жуків-коваликів, вовчків, гусениць, багатоніжок, павуків. Кріт може з'їсти і дрібних хребетних (мишу, ящірку, жабу), якщо вони малорухливі. За один раз кріт з'їдає до 20—22 г дощових черв'яків; за добу — близько 50—60 г корму, що трохи менше за його вагу. Годується кріт кілька разів за добу, оскільки їжа перетравлюється в його організмі за 4—5 годин. Швидкість перетравлення їжі визначає добовий ритм активності крота. У проміжках між годуваннями кріт спить в гнізді, згорнувшись в клубок. Голодним кріт може залишатися не більше 12—24 годин, після чого вмирає. На зиму робить трофічні запаси, що зазвичай складаються з паралізованих дощових черв'яків, яким кріт прокушує голови. У кротових норах знаходили до декількох сотень нерухомих черв'яків. Склад зимової їжі крота не відрізняється від літньої, проте взимку його потреба в їжі знижується. У сплячку кроти не впадають.
Дорослі кроти агресивні, нападають на родичів, що потрапили на їх ділянку, і можуть загризти їх на смерть[джерело?]. Демонструють канібалізм. У той же час багато хижаків не їдять кротів через мускусний запах. Їх ворогами є лисиця звичайна, куниця, ласиця, кіт, хижі птахи (сови, канюки тощо); однак люди залишаються загрозою номер один для кротів. Кроти хворіють на туляремію, піроплазмоз; страждають від паразитичних черв'яків, бліх та кліщів. Тривалість їх життя — 4—5 років.

## Система ходів

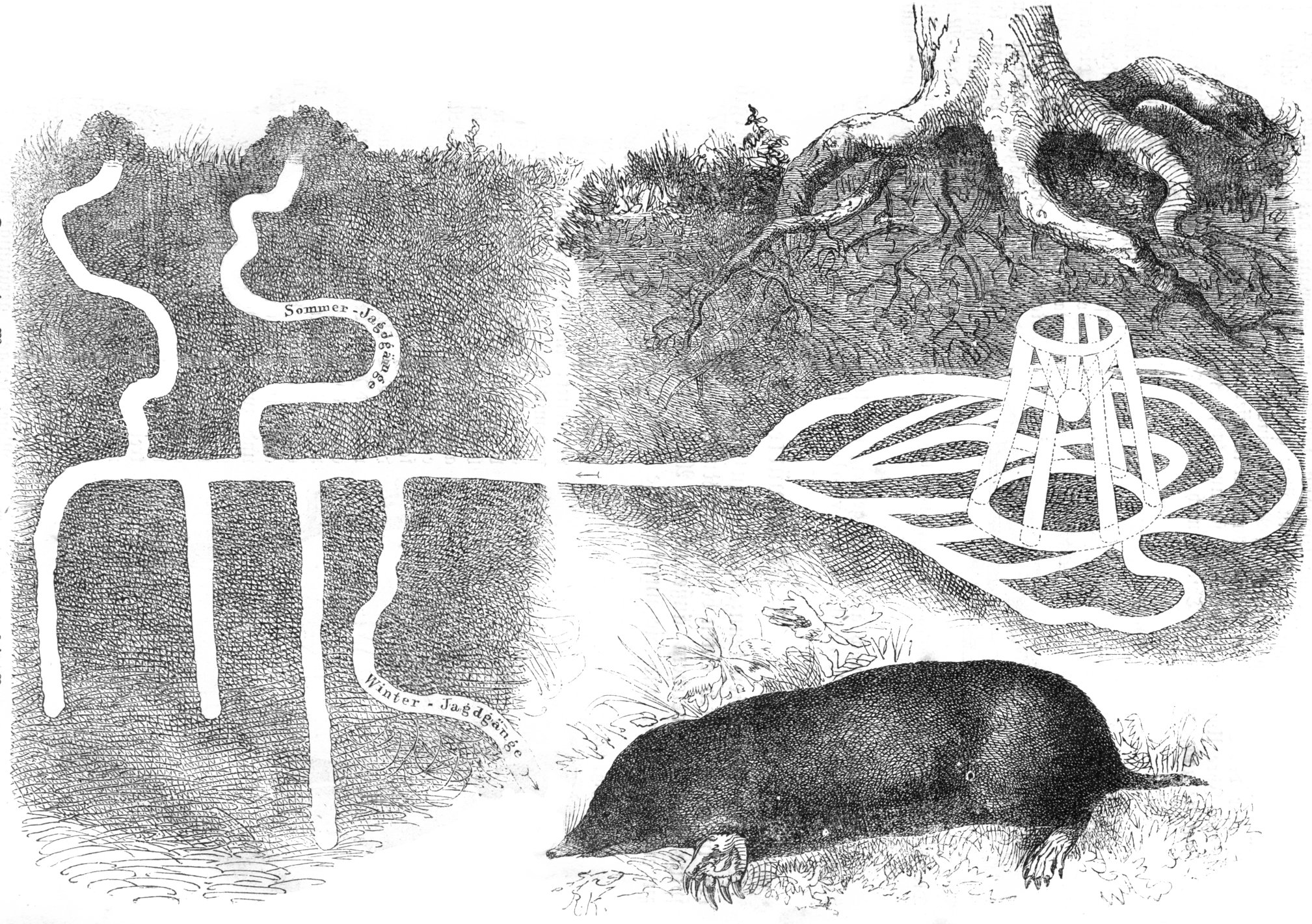
Система підземних ходів європейського крота

Все життя кріт проводить у підземних норах, які прокладає в різних горизонтах ґрунту. Нори бувають двох типів: житлові й кормові. Житловими норами кріт переходить від гнізда на кормові ділянки або до водопою, деколи з одного біотопу до іншого; кормові нори є пастками, в які потрапляють безхребетні з суміжних ґрунтових шарів. За ніч кріт може вирити майже 50-метрову нору. Гніздова камера розташовується на глибині 1,5—2 м, зазвичай у захищеному місці — між коріннями дерев і чагарників, під пнем, купиною, камінням або під будівлею. З приповерхневими кормовими норами її сполучають похилі штреки. Кротові нори є системою багатоярусних галерей діаметром 5—5,5 см. Кормові нори в пухкому ґрунті розташовуються близько до поверхні — на глибині 2—5 см, йдуть горизонтально. Їх можна помітити зовні, оскільки при ритті кріт піднімає стелю нори у вигляді земляного валу. Викидів землі при цьому не буває. На відкритих ділянках, де ґрунт часто й глибоко просихає, нори проходять на глибині 10—50 см. Шар такої товщини кріт підняти не може, тому надлишок землі викидається на поверхню через тимчасові вертикальні відводи, утворюючи характерні купки — кротовини. Кротовина над системою пригніздових нір буває особливо великою, до 70—80 см.
Кроти активні цілий рік; взимку нерідко прокладають ходи під снігом, де скупчуються безхребетні, або в глибині ґрунту, нижче за рівень промерзання. У суворі малосніжні зими, коли земля промерзає глибше за пів метра, багато кротів гинуть з голоду. Несприятливі для них і посухи. Дорослі кроти як правило прив'язані до своїх ділянок і повертаються на них, бувши вигнаними або віднесеними на деяку відстань. Молоді звірі в період розселення віддаляються від материнської ділянки на відстань до 2 км.
Кротовий хід представляє для дощових черв'яків свого роду пастку з пахучою або тепловою приманкою. Черв'яків привертає запах кротового мускусу, до якого черв'яки проявляють позитивний хемотаксис, а також дещо підвищена температура повітря усередині ходу. Привабливістю кротових ходів для черв'яків користуються також землерийки, які часто забираються в них і поїдають черв'яків раніше господаря-крота. Підсніжними кротовими тунелями користуються інші звірі — землерийки, мишоподібні гризуни, інколи навіть ласки і горностаї.

## Розмноження
Кроти паруються навесні: в березні — квітні. Вагітність триває 35—40 днів; сліпі, голі й безпорадні кротенята (від 3 до 9) вагою 2—3 г народжуються з кінця квітня до першої половини червня. Зазвичай на рік припадає один приплід; однак у 20—25 % дорослих самок може бути ще один — літній. За місяць кротенята досягають майже дорослого розміру. Підростаючи, вони стають забіякуватими й агресивними. Досягши одно-півторамісячного віку, молодняк покидає материнське гніздо й вдається до пошуків ділянок, не зайнятих іншими кротами.

## Господарське значення
Кроти повсюдно численні й не належать до видів, які охороняються. Це один із небагатьох комахоїдних, який має значення як хутрова тварина. З XIX століття міцні, оксамитові кротові шкірки заготовлялися у великій кількості. Сьогодні через економічну нерентабельність кроти промислового значення майже не мають.
Кроти приносять користь, винищуючи шкідливих комах і змінюючи структуру ґрунту — розпушуючи його й збагачуючи органічними речовинами. Багаторічна рийна діяльність кротів приводить до поліпшення ґрунту; надлишок вологи по кротовинах стікає в нижчі ґрунтові горизонти. Одночасно кріт вважається шкідником городнього й садового господарства. Риючи свої нори, він ушкоджує коріння рослин, тим самим порушуючи їх нормальне живлення й часто приводячи до загибелі. Кроти також знищують корисних для ґрунту дощових черв'яків.
Борються з кротами найрізноманітнішими малоефективними методами, зокрема за допомогою різких запахів (поміщаючи в кротовини нарізану цибулю, часник, шматки тухлого оселедця, ганчірки, змочені пивом чи гасом, і т. д.) або звукових сигналів (вертушок, очеретин, ультразвукових пристроїв та ін.). Ефективним є лише відловлювання кротів пастками з подальшим переселенням.